# Colossal Cave Adventure
Colossal Cave Adventure, также известная как Adventure или ADVENT — текстовая компьютерная игра в жанре interactive fiction, старейшая в этом жанре. Первую версию Colossal Cave Adventure разработал в 1975 году для мейнфрейма PDP-10 программист и спелеолог Уильям Краутер. Большую известность получила версия игры, доработанная в 1977 году другим программистом Доном Вудсом; в последующие годы разными разработчиками было создано множество других, усовершенствованных версий игры на разных системах.
Игра использует исключительно текстовый интерфейс — игрок взаимодействует с ней с помощью простых текстовых команд. Под управлением игрока находится персонаж, обследующий систему пещер, где спрятаны сокровища; задача игрока — найти сокровища и выбраться с ними из пещеры, получив как можно большее количество очков. Основная часть лабиринта довольно точно описывает топологию некоторых из Мамонтовых пещер в Кентукки.
Colossal Cave Adventure является первым образцом interactive fiction в истории и родоначальником как этого жанра, так и жанра приключенческих игр в целом. Кроме этого, Colossal Cave Adventure является отправной точкой в эволюции и других жанров компьютерных игр — компьютерных ролевых игр, roguelike и MUD.

## Влияние
Colossal Cave Adventure считается одной из наиболее влиятельных игр в истории. Она стала первой известной игрой в жанре interactive fiction и утвердила многие характерные для этого жанра условности и элементы, используемые в interactive fiction десятилетия спустя — например, буквенные сокращения для движения по сторонам света, как клавиша E на клавиатуре для движения на восток (англ. east) . Colossal Cave Adventure стала непосредственной родоначальницей жанра приключенческих игр или «квестов», ей прямо подражали многие ранние игры этого жанра — Adventureland, Zork от Infocom и Mystery House от Sierra Entertainment.
Игра предоставляла игроку виртуальный мир, с которым можно взаимодействовать, врагов и упрощённую боевую систему — это делало её предтечей современных компьютерных ролевых игр. Ей вдохновлялись Майкл Той и Гленн Уичман, создатели Rogue — одной из первых ролевых игр и родоначальницы жанра roguelike. В то время как сама Colossal Cave Adventure была однопользовательской игрой, подражавшие ей многопользовательские версии Zork породили жанр MUD, от которого, в свою очередь, произошли современные массовые многопользовательские ролевые онлайн-игры. Игра Adventure 1979 года для игровой приставки Atari 2600, разработанная Уорреном Робинеттом в попытке сделать графическую версию Colossal Cave Adventure, стала одной из первых игр в жанре action-adventure — заложенный таким образом жанр со временем стал привычным для игровых приставок.

### Maze of twisty little passages
В одной из частей пещеры находится «лабиринт из похожих небольших извилистых проходов» (англ. Maze of twisty little passages, all alike). В русском переводе игры, приписываемом обычно Г. В. Вигдорчику, он значится как «лабиринт маленьких перепутанных ходов». Это выражение стало идиомой, обозначающей ситуацию, в которой никакие действия не приводят к видимому изменению поведения системы.
В другой части находится лабиринт из разных извилистых проходов (англ. Maze of twisty little passages, all different). Если внимательно следить за сообщениями, можно заметить, что они различаются в разных локациях:
- Maze of twisty little passages
- Twisty maze of little passages
- Little twisty maze of passages
- Maze of little twisty passages

и т. д.

## Colossal Cave (2023)
19 января 2023 года компания Кена и Роберты Уильямс Cygnus Entertainment выпустила ремейк игры под названием Colossal Cave для PC, VR-устройств и консолей. Этот ремейк использовал трёхмерную графику — пещеры и их наполнение были воссозданы по текстовым описаниям из оригинала. Сам оригинальный текст Краутера и Вудса тоже присутствует в игре — голос рассказчика описывает пещеры и предметы по команде «осмотреть» По данным агрегатора рецензий Metacritic, игра получила «смешанные или посредственные» отзывы прессы. Обозреватель PC Gamer Джереми Пил писал, что малобюджетная графика Colossal Cave сильно уступает художественным текстовым описаниям, ничего не оставляя воображению, а игровой процесс сильно устарел и кажется трудным и скучным — и с точки дизайна, и с точки зрения эстетики «в наши дни есть для исследования пещеры получше».